# Jawita
Las jawitas son empanadas típicas de la gastronomía boliviana. Son tradicionales de los yungas paceños. Suelen ser consumidas en diferentes horarios. La palabra Jawita proviene del aymara y se traduce como pintado.

## Elaboración
En la elaboración se utiliza: harina, azúcar, mantequilla, huevo, leche, sal y levadura. Se forma una masa homogénea que luego se amasa en forma de esfera. Después se da la forma de empanada y se "pinta" con el ají. Finalmente se hornean. Existen dos tipos de preparación, una incluye queso y la otra picantes, locoto, cebolla y otras especias.